# 里海擬鯉
里海擬鯉（学名：Rutilus caspicus）为輻鰭魚綱鯉形目雅羅魚科的其中一種，分布於裏海北部及西北部，進入伏爾加河、烏拉河、恩巴河、捷列克河和庫拉河流域產卵，本魚體側扁，銀灰色的虹膜、圓形的鼻子以及帶有深色邊緣的灰色胸鰭和臀鰭，沿側線通常有42-44個鱗片，繁殖中的雄魚，頭部頂部和側面有細小的、分散的結節，體長可達45公分，棲息於半鹹水水域，繁殖期時，成魚會溯河至淡水溪流卵，產卵後，成魚會回到大海加入未成熟的幼魚群，不會長途跋涉，而是停留在獵物豐富的地區，屬肉食性，以無脊椎動物及甲殼類等為食，可用為食用魚，通常用鹽醃漬後風乾。

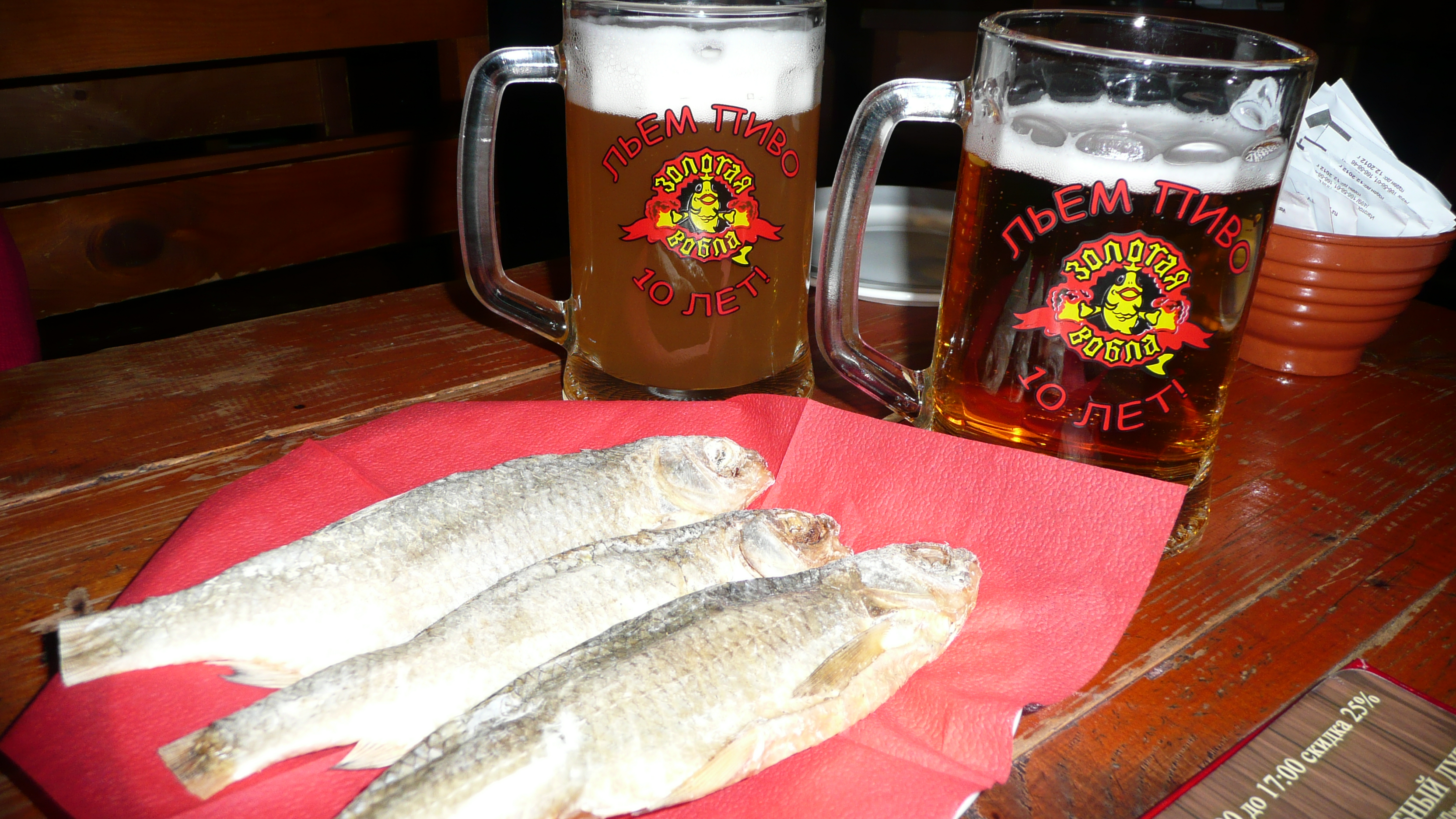
鹽醃的里海擬鯉